# Baratte
Pour les articles homonymes, voir Baratte (homonymie).

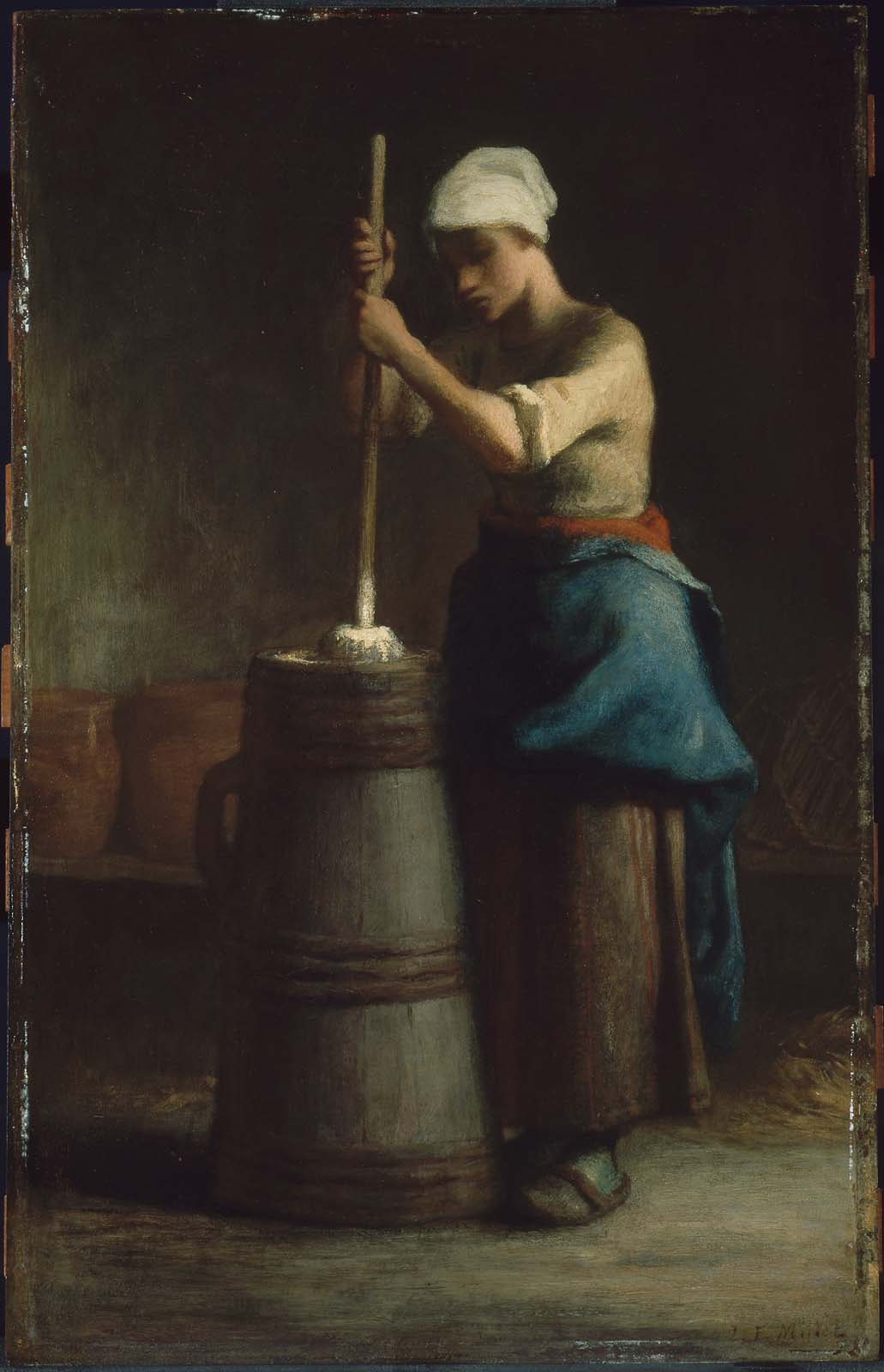
Jeune femme barattant du beurre,
Jean-François Millet, 1848-1851,
musée des Beaux-Arts (Boston).

La baratte est un outil qui permet de transformer la crème de lait en beurre.

## Étymologie
Le mot « baratte » semble venir[réf. nécessaire] du vieux breton *barath (brittonique baratta), breton moderne barazh (« baquet, demi-tonneau »), ce qui correspond à la forme ancienne des barattes.

## Description

Le barattage consiste à séparer par un mouvement mécanique les particules de matière grasse contenues dans la crème (les globules gras) du lactosérum (aussi appelé petit lait ou encore lait de beurre). Les particules de matière grasse s'agglomèrent alors entre elles pour former des grains de beurre. Ceux-ci sont extraits de la baratte, lavés et malaxés pour débarrasser le beurre d'un maximum de babeurre possible. Le barattage peut durer d'une trentaine de minutes à deux heures.

## Modèles de barattes
Les premières barattes étaient en cuir ou en bois ; plus tard, elles furent fabriquées en céramique ou en grès. Les barattes industrielles sont en métal. 
Il existe différents modèles de barattes : la baratte verticale à batte, la baratte danoise, la baratte polygonale, la baratte à bascule ou à berces, la baratte à ribot, la baratte flamande, la baratte normande ou sérène, etc. 
La baratte verticale à batte ou à piston est une baratte sous forme de jarre munie d'un couvercle troué par lequel un bâton avec un brasseur terminal agite la crème. La fabrique du beurre avec ce type de baratte était très fatigante et pouvait nécessiter deux personnes : l'une tenait la baratte tandis que l'autre battait la crème jusqu'à l'obtention du beurre. 
La baratte normande est une baratte en forme de tonneau tournant autour d'un axe horizontal. Elle est actionnée par une manivelle, les palettes de bois longitudinales agitent la crème qu'elle contient.
La baratte verticale, également appelée baratte flamande, est une baratte moulin composée d'un fût fixe dans lequel tournent les ailettes.

Différents modèles
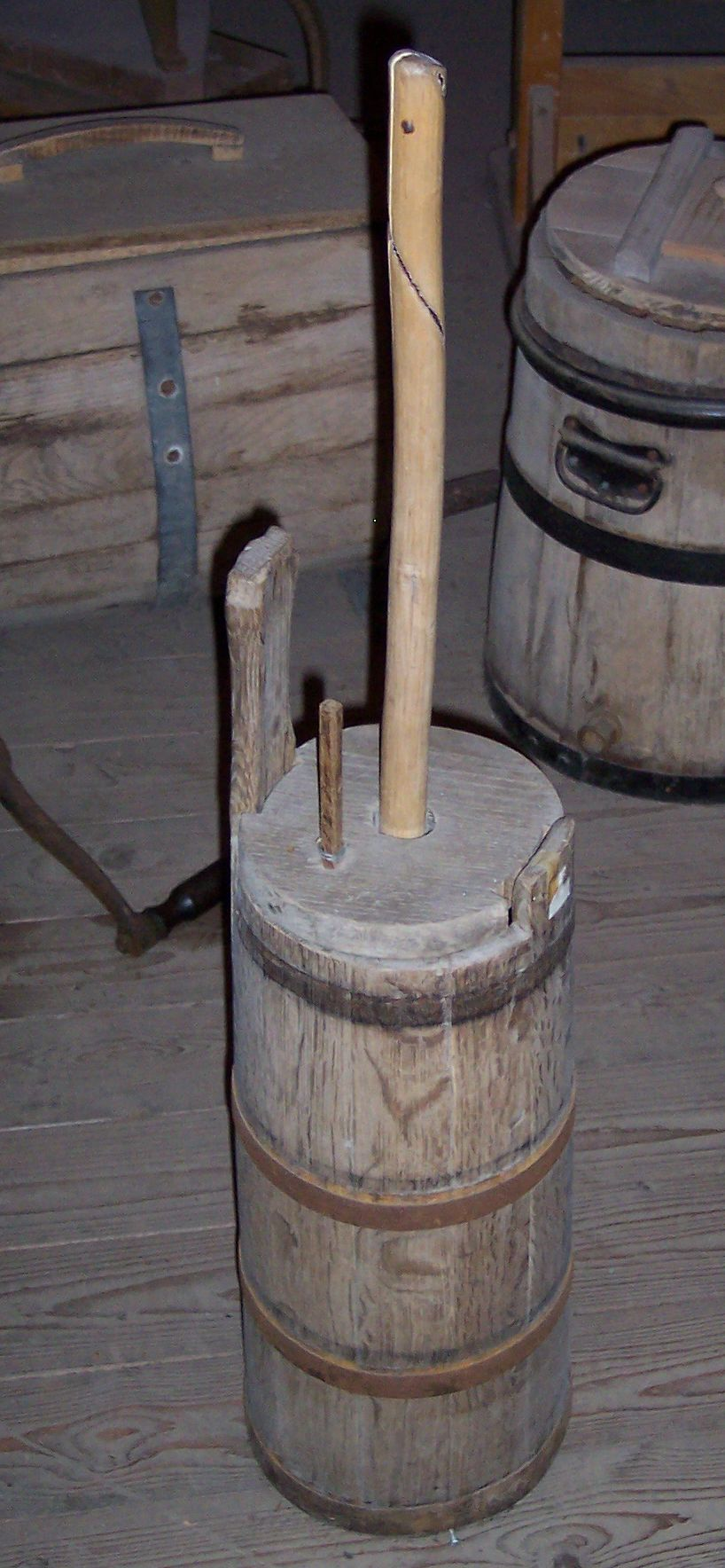
Baratte verticale à batte.
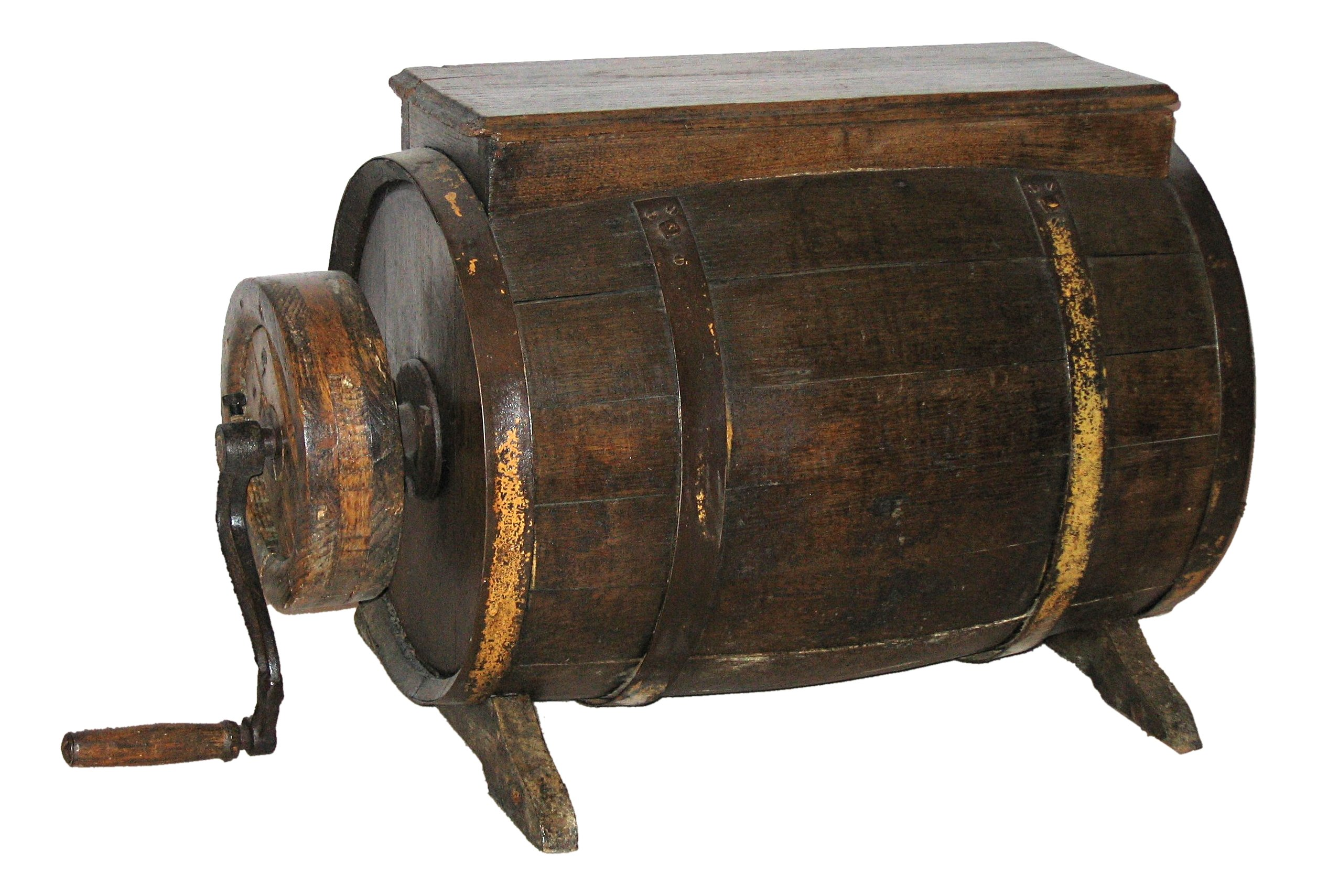
Baratte normande.
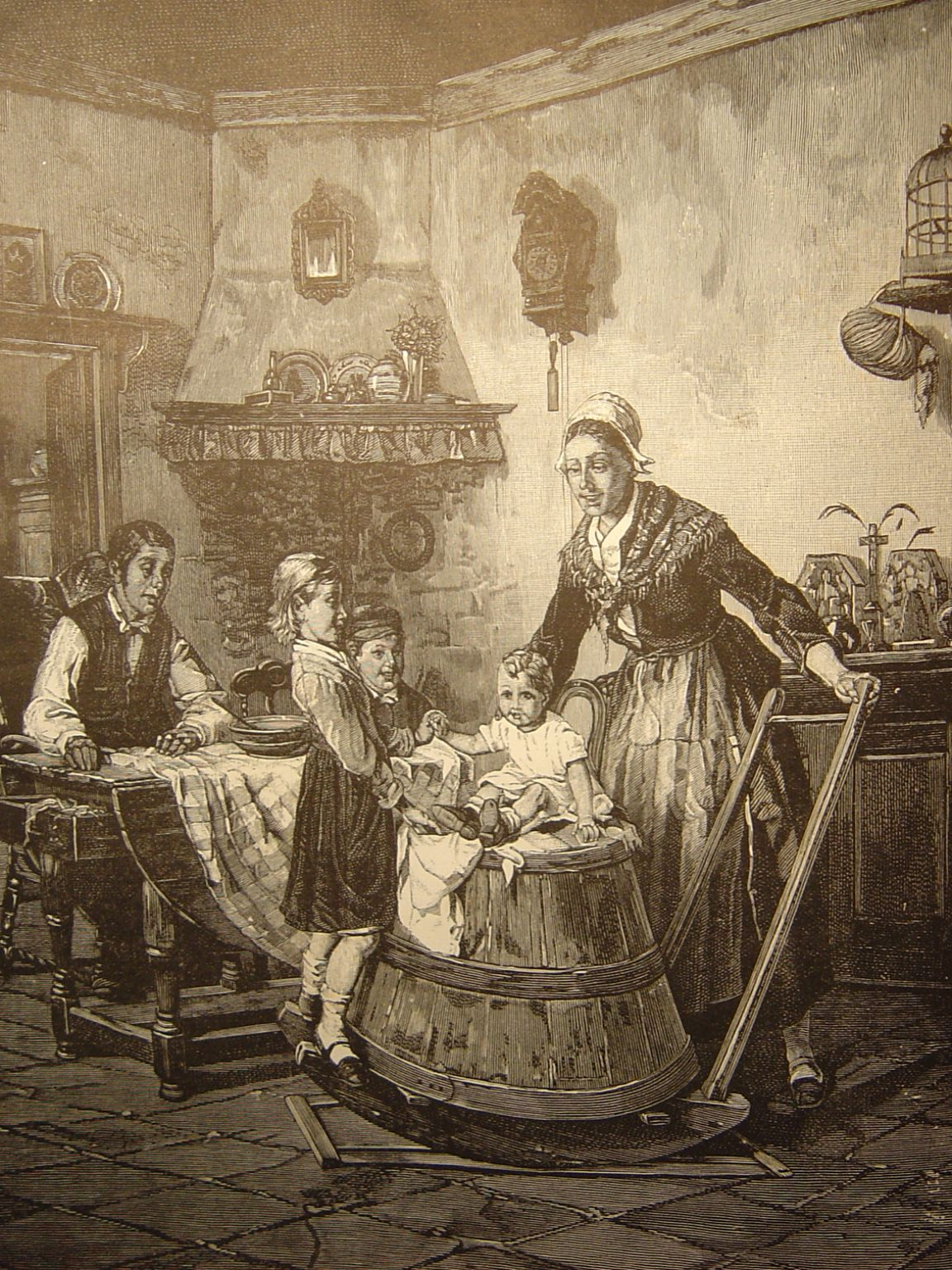
Usage ludique d'une baratte à bascule. Gravure de Corneille Petit, XIXe siècle.
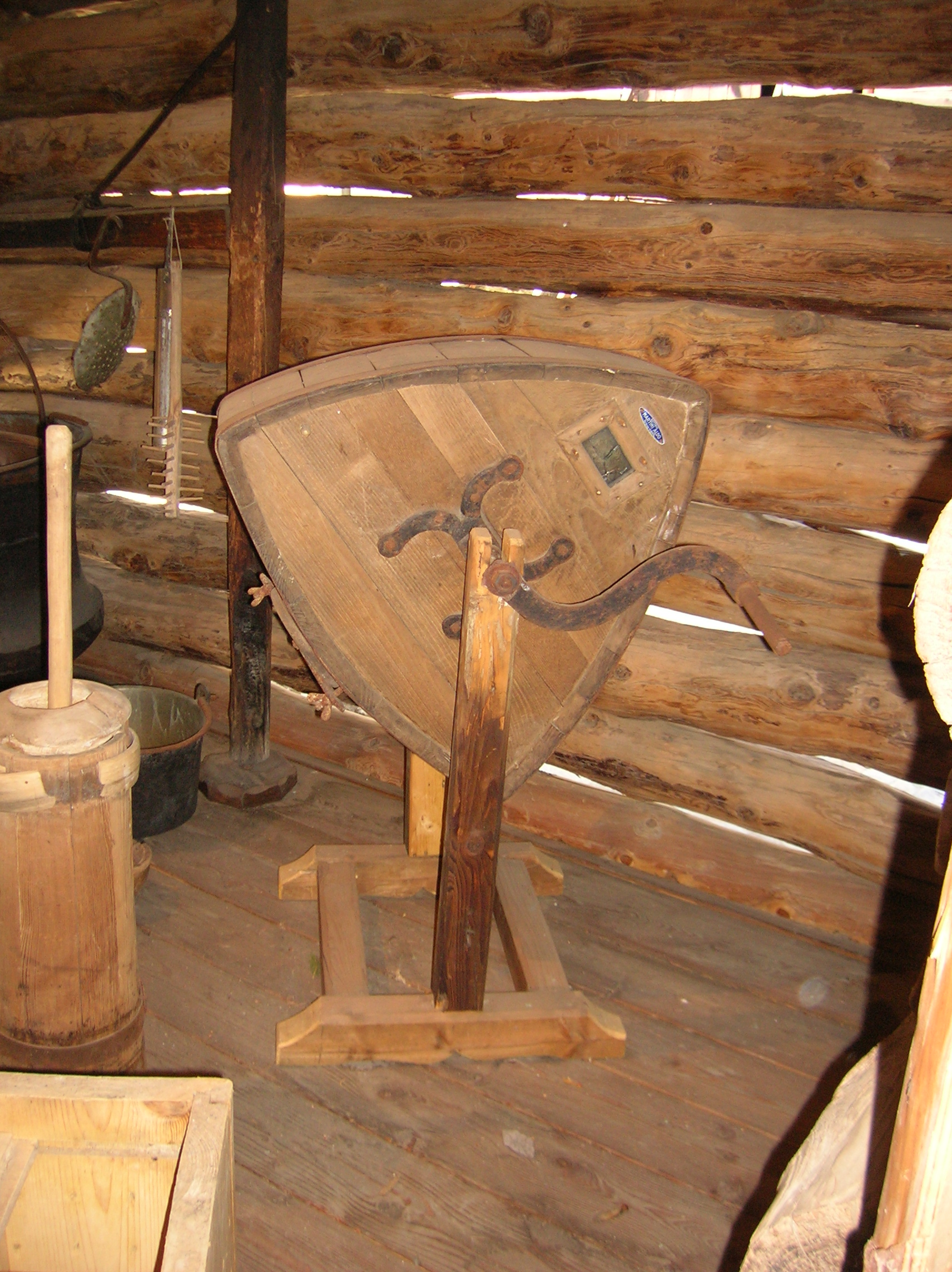
Baratte valdôtaine (musée ethnographique du Petit-Monde, Torgnon).
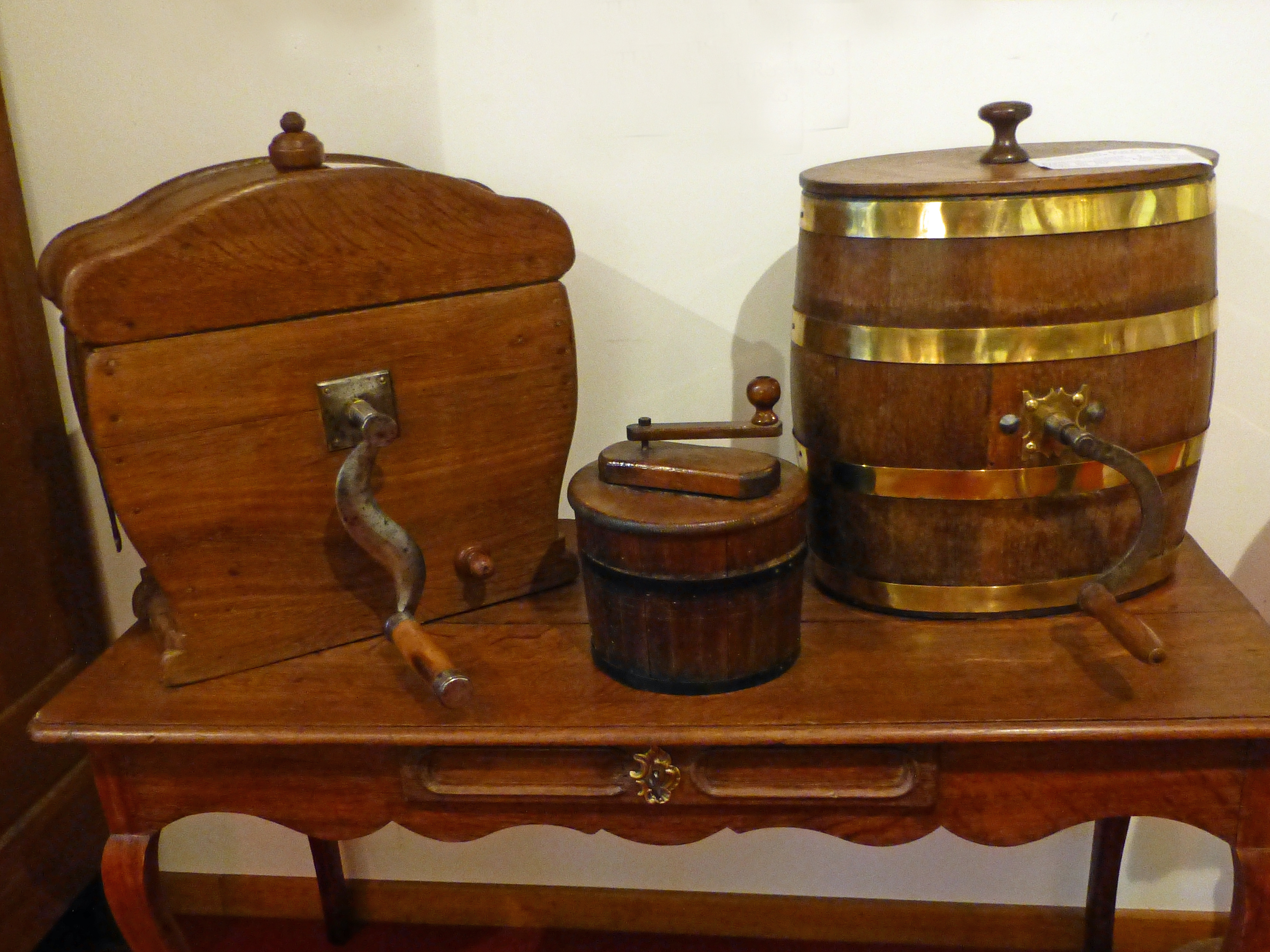
Barattes avec système rotatif à ailettes (musée Henri-Mathieu).
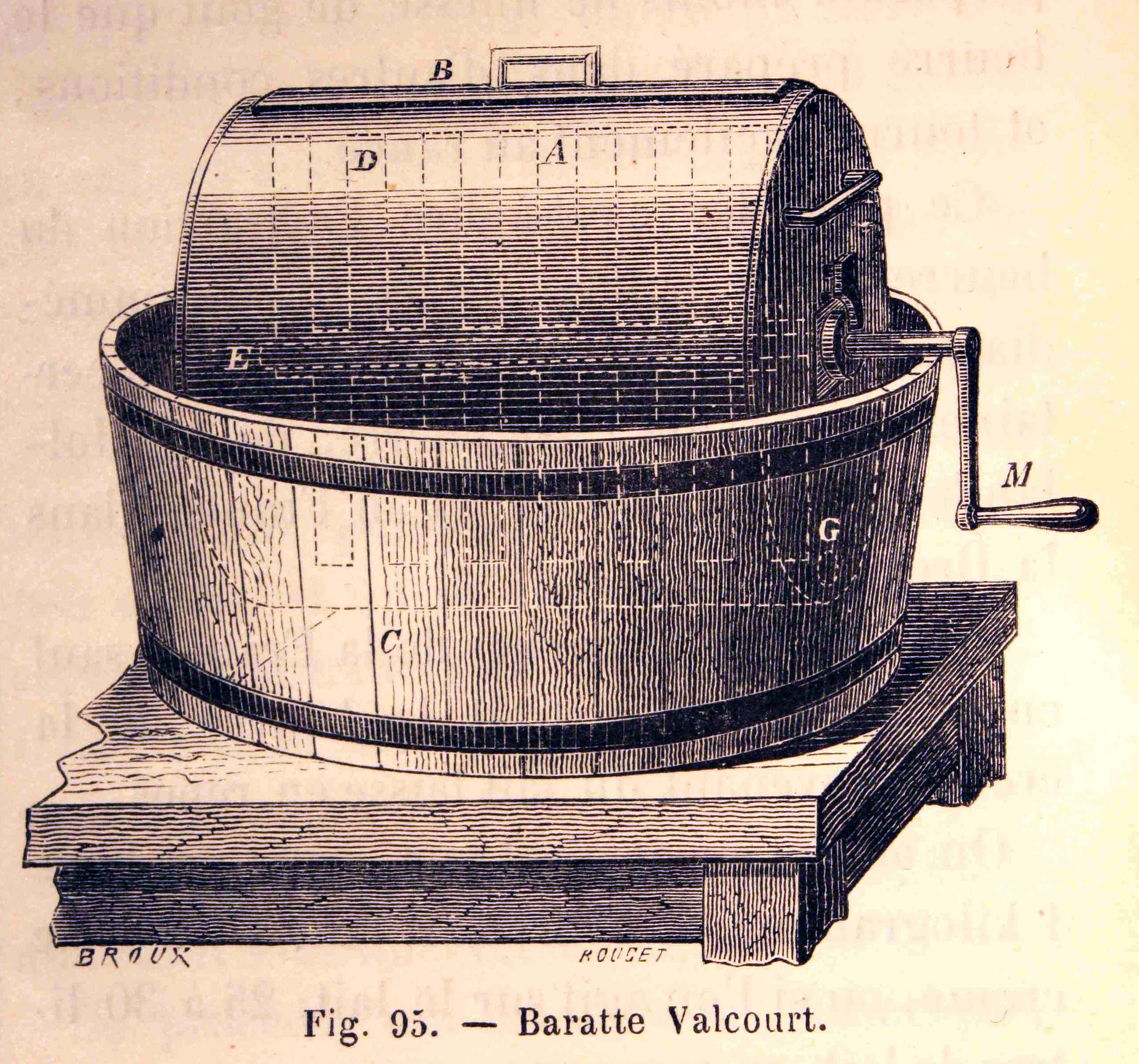
Baratte Valcourt, 1873.

Représentations des barattes
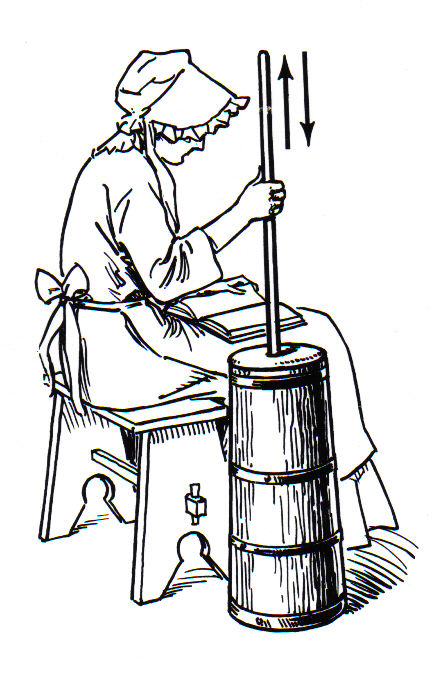
L'utile et l'agréable.
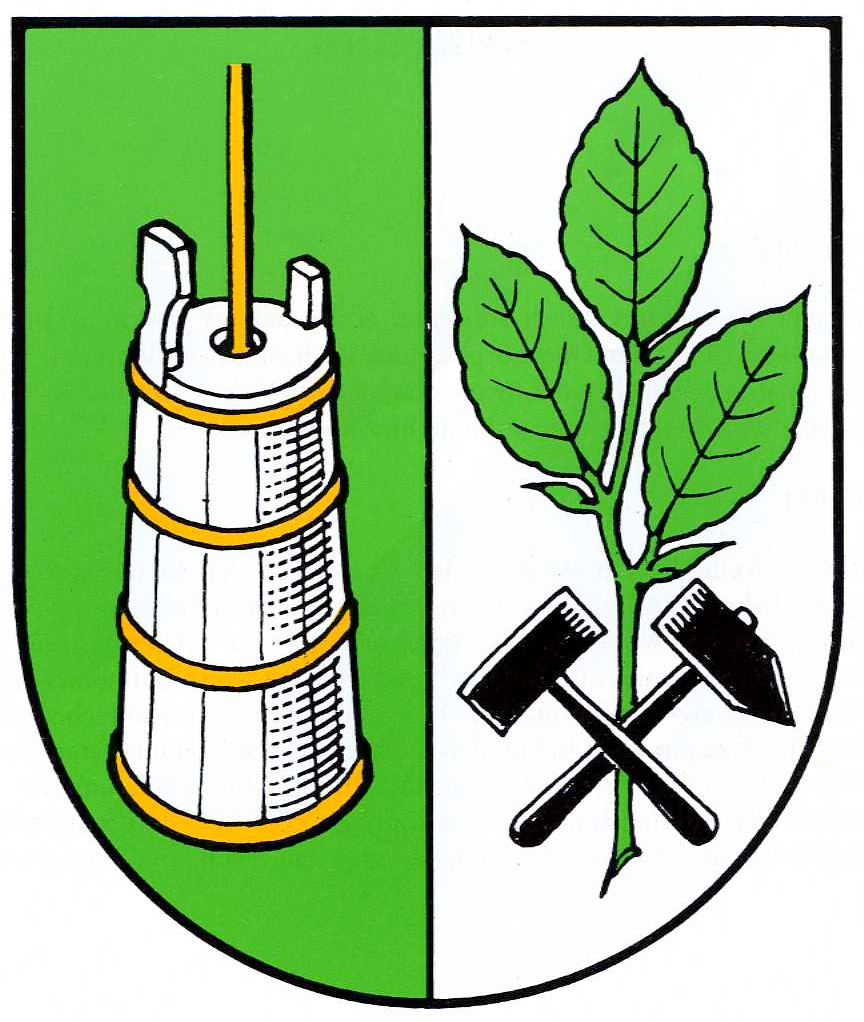
Blason de Bokeloh (de).